# Delfin (submarino)
O Delfin (em russo:  Дельфин, "Golfinho") foi o primeiro submarino russo habilitado para combate do Império Russo. Foi comissionado em 1903 e descomissionado em 1917, servindo durante a Primeira Guerra Mundial. Durante um mergulho de teste em 1904, 25 tripulantes morreram.

## Projeto
O Delfin foi projetado pelo arquiteto naval Ivan Grigoryevich Bubnov, pelo Tenente M.N. Beklemishev e Tenente I.S. Goryunov da Comissão de Construção de Submarinos (tornou-se posteriormente a Rubin). O projeto era do tipo casco único com tanques de sela, cobertos no exterior com teca para prevenir danos no caso de um impacto do submarino com o leito oceânico. Foi encomendado em julho de 1901, sendo produzido na Baltiysky Zavod, em São Petesburgo, lançado em 1902, entrando em serviço no ano de 1903. Inicialmente a embarcação foi classificada como torpedeiro e dado apenas um número ao invés de um nome.

## Histórico operacional
Enquanto cumprindo seus primeiros testes no mar, os tanques de lastro do Delfin não estavam operando adequadamente, levando 12 minutos para completar seu mergulho. Isto prenunciou eventos futuros  da embarcação. Em 29 de junho de 1904, o submarino afundou no Rio Neva na própria fábrica, durante um mergulho teste. O capitão e 24 tripulantes morreram, tendo 12 homens sido resgatados. A embarcação foi resgatada em 3 de julho e transferida para a flotilha da Sibéria, chegando em Vladivostok no final de 1904. O Delfin retornou a serviço em fevereiro de 1905.
Em maio de 1905, o Delfin afundou novamente após uma explosão devido à vapores de combustível, retornando a serviço após o fim da Guerra Russo-Japonesa.
Durante a Primeira Guerra Mundial, o Delfin foi transferido para Murmansk em outubro de 1916 e serviu na flotilha do norte. Entretanto, observou-se que era inadequado para operações de combate, sendo descomissionado em agosto de 1917. Enquanto aguardando sua retirada em Murmansk, afundou.
O centenário do afundamento do Delfin - o primeiro acidente com submarino russo - foi marcado pelo Clube de Tripulantes de Submarino de São Petesburgo com um culto de luto e colocação de grinalda, com guardas de honra e uma orquestra marchando no cemitério ortodoxo de Smolenskoye.